# On a Storyteller’s Night
On a Storyteller’s Night ist das fünfte Musikalbum der britischen Band Magnum.
Das Album erschien 1985 und gehört zum Genre melodischer Hard Rock.
Mit dieser Veröffentlichung gelang Magnum der künstlerische Durchbruch.

## Entstehungsgeschichte
Als der Keyboarder Mark Stanway 1983 die Band verließ, um mit Phil Lynott zu arbeiten, wurde 1984 Eddie George als dessen Ersatz und Jim Simpson als Drummer für den ausgestiegenen Kex Gorin engagiert.
Nach einer 6-wöchigen England-Tour begann Tony Clarkin an den Liedern für On a Storyteller’s Night zu schreiben.
Vor den Aufnahmen im Abattoir-Studio in Birmingham kehrte Mark Stanway zur Band zurück. Für die Aufnahmen wurde der Producer Kit Woolven, der zuvor mit Thin Lizzy, Phil Lynott und David Gilmour arbeitete, engagiert.

## Gastmusiker
- Mo Birch als Background-Sängerin bei „Les Morts Dansant“

## Cover-Design
Das Cover wurde von Rodney Matthews gestaltet. Der Künstler entwarf auch die Cover für die beiden Vorgängeralben Chase The Dragon und The Eleventh Hour (beide im Hintergrund als Wandbilder dargestellt) sowie später für die Alben Sleepwalking, Princess Alice and the broken Arrow, Into the Valley of the Moonking, Escape from the Shadow Garden, Sacred Blood “Divine” Lies, Lost on the Road to Eternity, The Serpent Rings und Here Comes The Rain.

## Titelliste
Alle Songs wurden von Tony Clarkin geschrieben.
1. „How Far Jerusalem“ – 6:25
2. „Just Like an Arrow“ – 3:22
3. „On a Storyteller’s Night“ – 4:59
4. „Before First Light“ – 3:52
5. „Les Morts Dansant“ – 5:47
6. „Endless Love“ – 4:30
7. „Two Hearts“ – 4:24
8. „Steal Your Heart“ – 3:59
9. „All England’s Eyes“ – 4:47
10. „The Last Dance“ – 3:39

## Rezeption
Patty Smyth veröffentlichte 1987 eine Cover-Version von Les Morts Dansant unter dem Titel Call To Heaven auf dem Album Never Enough.